# Emanuel Schäfer

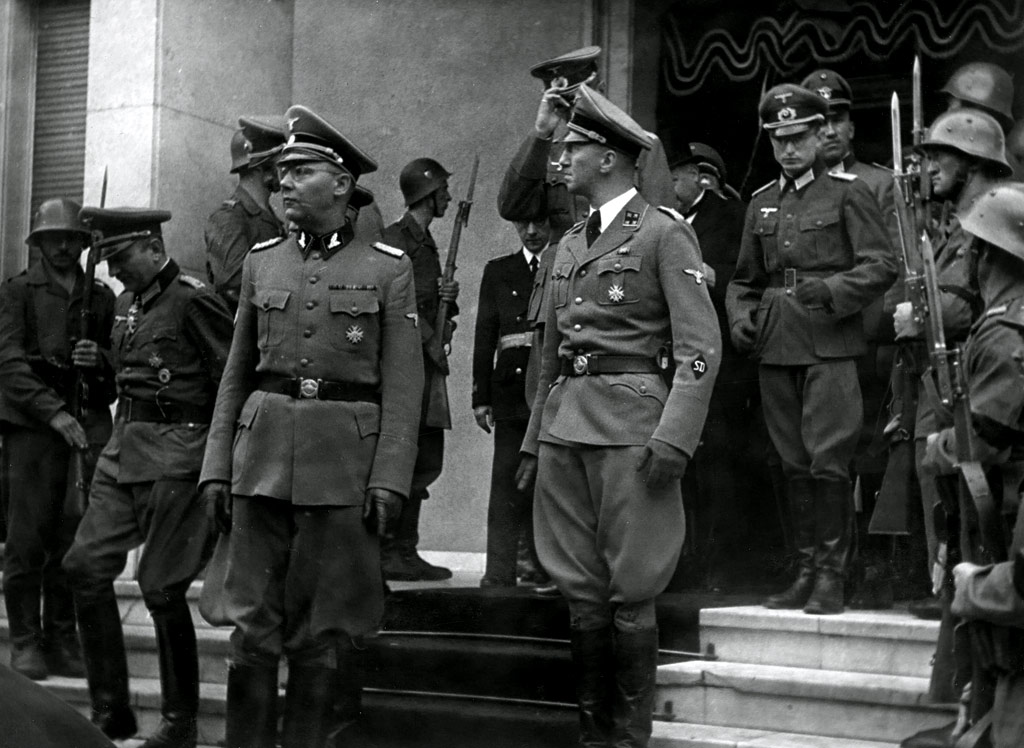
SS-Oberführer Emanuel Schäfer, links im Bild

Emanuel Paul Viktor Schäfer (* 20. April 1900 in Hultschin; † 4. Dezember 1974 in Köln) war ein deutscher Jurist, Regierungs- und Kriminalrat sowie ab 1943 SS-Oberführer. Schäfer war zur Zeit des Nationalsozialismus Führer der Einsatzgruppe II im deutsch besetzten Polen, 1942 Befehlshaber der Sicherheitspolizei und des Sicherheitsdienstes (BdS) in Serbien und 1945 in Triest.

## Frühe Jahre
Emanuel Schäfer wurde am 20. April 1900 im schlesischen Hultschin (heute Hlučín) geboren. Sein Vater war dort Hotelbesitzer, zog jedoch nach der Geburt seines Sohnes nach Rybnik in Oberschlesien. Schäfer besuchte dort Volksschule und Gymnasium. Im Ersten Weltkrieg wurde er als Obersekundaner noch im Juni 1918 Soldat, jedoch nicht mehr an der Front eingesetzt.
Nach Kriegsende trat Schäfer Anfang 1919 dem oberschlesischen Grenzschutz bei, um im Rahmen dieses Verbandes den ersten Polenaufstand abzuwehren. Wie viele seines Jahrgangs, erhielt Schäfer aufgrund des Kriegsereignisses und seiner Teilnahme am Grenzschutz, das Reifezeugnis ohne vorhergehende Prüfung. An der Universität Breslau ließ sich Schäfer für das Wintersemester 1920/21 als Jurastudent einschreiben. In einer Studentenkompanie war Schäfer im dritten Polenaufstand an den Kämpfen am Annaberg beteiligt. Nach Fortsetzung seines unterbrochenen Studiums promovierte er am 1. August 1925 mit einer Dissertation über bürgerliches Recht zum Dr. iur.
Schon 1925 war Schäfer dem Stahlhelm beigetreten und blieb dessen Mitglied bis zum Frühjahr 1928. Im April 1926 trat er als Kriminalkommissarsanwärter in den Polizeidienst ein und absolvierte seine Ausbildung am Polizeiinstitut in Berlin-Charlottenburg. Nach bestandener Abschlussprüfung Anfang 1928, wurde er am 1. März 1928 beim Polizeipräsidium in Breslau eingestellt und am 11. August 1928 als Kriminalkommissar zum Beamten auf Lebenszeit ernannt. Ende 1928 wurde er Leiter der Breslauer Mordkommission und blieb dies bis zu seiner Bestellung als Leiter der politischen Polizei am 26. Februar 1933. Die Beförderung zum Kriminalrat erfolgte am 1. September 1933.
Schäfer wechselte im Jahre 1928 von der Katholischen zur Evangelischen Kirche, aus der er jedoch auch 1936 austrat und sich, wie das Gros der SS-Führer, als „gottgläubig“ bezeichnete. Nach dem Krieg kehrte er allerdings wieder zur Evangelischen Kirche zurück.
Bereits zwei Jahre vor der „Machtergreifung“ der Nationalsozialisten wurde Schäfer im Jahre 1931 förderndes Mitglied der SS. Anfang 1933 trat er der SA bei und wurde dort am 20. April 1933 zum SA-Truppführer ernannt. In weiteren Beförderungen wurde er Leiter der Staatspolizeistelle (Stapo) Oppeln im Mai 1934, SA-Sturmführer im Jahre 1935 und Regierungs- und Kriminalrat am 1. Oktober 1936.
Im September 1936 trat Schäfer auch der SS bei (SS-Nr. 280.018), nachdem er schon ab 1933 für den Sicherheitsdienst der SS (SD) tätig war. Er wurde als SS-Mann aufgenommen und gleichzeitig zum SS-Untersturmführer im SD befördert. Schon am 20. April 1937 folgte die Beförderung zum SS-Obersturmführer, am 1. August 1938 zum SS-Hauptsturmführer, am 9. November 1938 zum SS-Sturmbannführer und am 10. September 1939 zum SS-Obersturmbannführer. Schließlich trat Schäfer im August 1937 in die NSDAP ein (Mitgliedsnummer 4.659.879), nachdem einem entsprechenden Antrag vom Mai 1933 offensichtlich wegen des verfügten Aufnahmestopps damals nicht entsprochen worden war.
Als Leiter der Stapostelle Oppeln hatte er zusammen mit Beamten seiner Dienststelle den vermeintlichen Überfall auf den Sender Gleiwitz vorgetäuscht, der als Vorwand für den Überfall auf Polen diente.

## Zweiter Weltkrieg
Beim Überfall auf Polen übernahm Schäfer im Rahmen der „Intelligenzaktion“ die Führung der Einsatzgruppe II, bestehend aus zwei Sonderkommandos mit etwa 300 Personen. Schäfers Vertreter wurde SS-Hauptsturmführer Günther Knobloch. Aufgabe der Einsatzgruppen der Sicherheitspolizei und des SD war die „Bekämpfung aller reichs- und deutschfeindlichen Elemente rückwärts der fechtenden Truppe“ und gleichzeitig die möglichst umfassende Vernichtung der polnischen Intelligenz.
Die Einsatzgruppe II marschierte im Gefolge der 10. Armee des Feldmarschalls Walter von Reichenau von Oppeln aus in Polen ein und erreichte am 7. September 1939 Tschenstochau. Als ein Stabsoffizier der Heeresgruppe Süd 180 Zivilgefangene an die Einsatzgruppe II übergab und noch am selben Tag das Gerücht vernahm, dass die Gefangenen erschossen werden sollten, verlangte er deren Rückgabe. Schäfer erklärte ihm jedoch, dass er von Himmler den Befehl erhalten habe, alle Mitglieder polnischer Insurgentenverbände zu erschießen. Hierbei handele es sich um einen Befehl „unmittelbar aus dem Führerzug an die Einsatzkommandos der Gestapo und Kommandeure der Ordnungspolizei“.
Schäfer war auch Teilnehmer einer großen Besprechung in Berlin am 21. September 1939, die Reinhard Heydrich mit den Amtschefs des Reichssicherheitshauptamtes (RSHA), Adolf Eichmann und den Führern der Einsatzgruppen durchführte. Heydrich informierte unter anderem die Teilnehmer über das den Juden und Polen zugedachte Schicksal und führte dazu aus:
„Die Juden-Deportation in den fremdsprachigen Gau, Abschiebung über die Demarkationslinie ist vom Führer genehmigt. Jedoch soll der ganze Prozeß auf die Dauer eines Jahres verteilt werden. Die Lösung des Polenproblems – wie schon mehrfach ausgeführt – unterschiedlich nach der Führerschicht (Intelligenz der Polen) und der unteren Arbeiterschicht des Polentums. Von dem politischen Führertum sind in den okkupierten Gebieten höchstens noch 3 % vorhanden. Auch diese 3 % müssen unschädlich gemacht werden und kommen in KZs. … Die primitiven Polen sind als Wanderarbeiter in den Arbeitsprozess einzugliedern und werden aus den deutschen Gauen allmählich in den fremdsprachigen Gau ausgesiedelt.“
Zusammenfassend stellte Heydrich fest:

„1.) Juden so schnell wie möglich in die Städte,

2.) Juden aus dem Reich nach Polen,

3.) die restlichen 30.000 Zigeuner auch nach Polen,

4.) systematische Ausschickung der Juden aus den deutschen Gebieten mit Güterzügen.“

(Protokoll der Besprechung vom 21. September 1939, BA R 58/825).
Emanuel Schäfer war daher, wie alle übrigen Einsatzgruppenführer, aufgrund seiner Funktion über die Absichten der obersten Führung aus erster Hand unterrichtet.
Nach Abschluss des deutschen Überfalls auf Polen wurde Schäfer zum Leiter der neu eingerichteten Staatspolizeistelle in Kattowitz bestellt. Sein Stellvertreter Günther Knobloch folgte ihm als Adjutant nach Kattowitz. Knobloch wechselte im August 1941 in das Referat IV A 1 des RSHA und war dort für die Bearbeitung der Ereignismeldungen der Einsatzgruppen der Sicherheitspolizei und des SD in der Sowjetunion zuständig. Kurz nach seiner Beförderung zum Oberregierungs- und Kriminalrat am 1. September 1940 übernahm er im Oktober 1940 die Leitung der Staatspolizeistelle in Köln, die er bis Ende 1941 innehatte.
Am 6. Januar 1942 wurde Schäfer zum Befehlshaber der Sicherheitspolizei und des SD (BdS) in Serbien ernannt und Ende des gleichen Monats zum SS-Standartenführer befördert. Der Chef des RSHA, Reinhard Heydrich, war mit den Leistungen von Schäfers Amtsvorgänger in Serbien (SS-Standartenführer Wilhelm Fuchs) nicht zufrieden und erwartete deshalb von ihm eine schärfere und wirksamere Bekämpfung der Aufständischen und Partisanen. Schäfer organisierte seine Dienststelle sogleich entsprechend dem Geschäftsverteilungsplan des RSHA in die folgenden sechs Abteilungen:
- Abteilung I: Personal, Organisation,
- Abteilung II: Verwaltung, Registratur,
- Abteilung III: Nachrichtendienst Inland (SD)
- Abteilung IV: Gestapo (Kriminalrat und SS-Sturmbannführer Bruno Sattler),
- Abteilung V: Kriminalpolizei (erst im Juni 1942 eingerichtet),
- Abteilung VI: Nachrichtendienst Ausland (SD).

Ungeeignetes Personal ersetzte er umgehend und zeigte sich als strenger aber korrekter Dienstvorgesetzter.
Die Befehlshaber der Sicherheitspolizei und des SD waren organisatorisch den Höheren SS- und Polizeiführern (HSSPF) der besetzten Gebiete unterstellt, erhielten jedoch ihre Weisungen bis auf Ausnahmefälle direkt vom RSHA. Die HSSPF waren somit grundsätzlich nicht weisungsbefugt, waren aber von allen Aktionen des BdS und dessen direkte Meldungen an das RSHA zu unterrichten.
Nach Aufgabe seiner Tätigkeit als BdS Serbien nahm Schäfer an der Ardennenoffensive in Südbelgien teil und war anschließend BdS in Triest.

## Nach dem Krieg
Nach Kriegsende und Kapitulation tauchte Schäfer in einer Einheit der Wehrmacht unter und verschaffte sich von dieser falsche Papiere auf den Namen „Dr. Ernst Schleiffer“.
Nach kurzer amerikanischer Gefangenschaft und Entlassung bereits im Sommer 1945, hielt er sich unter seinem falschen Namen im Sauerland bei seiner ehemaligen Sekretärin und deren Mann auf. Er wurde hier Vertreter für Farben und Lacke und zog im Oktober 1949 nach Köln. Bis zu seiner Verhaftung aufgrund eines Haftbefehls der Spruchkammer Bielefeld im April 1951 lebte er in Köln weiterhin unter falschem Namen als Lagerarbeiter in einer Fell- und Häutehandlung zusammen mit seiner Ehefrau und seiner inzwischen geschiedenen Sekretärin.
Am 20. Juni 1951 wurde Schäfer von der 1. Spruchkammer in Bielefeld wegen seiner Zugehörigkeit zur Gestapo und zum SD zu einer Gefängnisstrafe von einem Jahr und neun Monaten Haft verurteilt. Durch Anrechnung seiner Untersuchungshaft hatte er die Strafe bis Februar 1953 verbüßt.
Am 20. Juni 1953 verurteilte das Landgericht Köln Emanuel Schäfer aufgrund seiner Funktion als BdS Serbien wegen Beihilfe zum Mord in einem Fall und wegen Totschlags in zwei Fällen sowie wegen Beihilfe zum Mord an mehr als 5.000 Juden im Belgrader KZ Semlin zu je fünf Jahren und fünf Jahren und sechs Monaten Gefängnis, die zu einer Gesamtstrafe von sechs Jahren und sechs Monaten Gefängnis zusammengefasst wurden (Urteil vom 20. Juni 1953 Az.: 24 Ks 1/52, 24 Ks 2/53). Bei den beiden Einzelfällen handelte es sich um die Erschießung eines serbischen Zollbeamten wegen des angeblichen Verdachts, dieser habe zwei Volksdeutsche ermordet, sowie der kommunistischen Gymnasialprofessorin Silvira Tomasini, deren Erschießung Schäfer anordnete. Seine Entlassung erfolgte jedoch bereits 1956. Danach arbeitete Schäfer am Institut für Industriewerbung in Düsseldorf.
In einer Vernehmung am 27. Januar 1967 durch die Generalstaatsanwaltschaft beim Kammergericht Berlin sagte Schäfer im Ermittlungsverfahren gegen den ehemaligen stellvertretenden Leiter des Geheimen Staatspolizeiamtes Werner Best aus und bezeichnete diesen als den personellen Organisator für die Zusammenstellung der Einsatzgruppen der Sicherheitspolizei in Polen.
Emanuel Schäfer steht für eine Vielzahl von Polizeibeamten, die sich den neuen Machthabern, wenn nicht aus innerer Zustimmung, so doch der beruflichen Karriere willen, zur Verfügung stellten. Dazu gehörten auch die Bejahung der nationalsozialistischen Ideologie und die Mitgliedschaft in verschiedenen politischen Organisationen. Neben seiner SA-, SS- und Partei-Mitgliedschaft gehörte er auch dem „Lebensborn“ an, war Inhaber der von Himmler selbst geschaffenen Erinnerungszeichen, wie dem „Julleuchter“ und dem SS-Totenkopfring. Als Polizeibeamter, der sich bereits vor der „Machtübernahme“ zum Nationalsozialismus bekannt hatte, durfte er auch den Winkel mit Stern an seiner Uniform tragen.
Als von ihm die Mordbefehle bei den Einsatzgruppen der Sicherheitspolizei in Polen und später als BdS in Serbien verlangt wurden, führte Schäfer diese verbrecherischen Befehle pflichtbesessen aus. Hierzu führte das Landgericht Köln in seinem Urteil aus:
„So ist der Angeklagte bei aller im übrigen korrekten Haltung ein willfähriger Diener seines Führers gewesen, schließlich bereit, trotz allem Ekel vor befohlenem Unrecht und trotz der Erschütterung angesichts des grausamen Schicksals der Opfer die von oben an ihn herangetragenen Forderungen dennoch prompt zu erfüllen. Er gehört damit in die Reihe derer, die, korrekt in der Haltung und anständig in der Gesinnung, solange mit dem Nationalsozialismus mitgelaufen sind und von ihm Nutzen gezogen haben, bis sie sich nicht mehr lösen konnten und – aus beruflichen oder sonstigen Gründen – auch nicht mehr lösen wollten, und schließlich willfährig seinen verbrecherischen Zielen dienten.“
Sein Untergebener Bruno Sattler, der als Gestapo-Chef von Belgrad fungiert hatte, war ein Jahr vorher bei ähnlichem Tatvorwurf von einem Gericht in der DDR zu einer lebenslangen Freiheitsstrafe verurteilt worden.
Schäfer starb 1974 im Alter von 74 Jahren. Seine Grabstätte befindet sich auf dem Kölner Melaten-Friedhof.